# Witold Chromiński

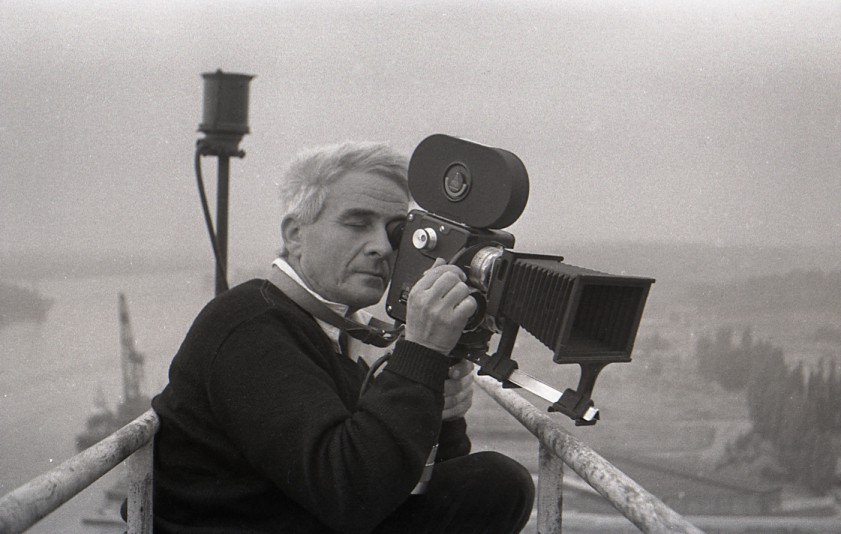
K. Kamiński, W stoczni, 1960

Witold Chromiński (ur. 12 grudnia 1913 w Krakowie, zm. 28 września 1977) – fotograf, członek Związku Polskich Artystów Fotografików, pisarz i podróżnik.
Był synem Edmunda Chromińskiego, profesora Akademii Górniczej w Krakowie, i Marii Haberko. W wieku dwunastu lat zdobył nagrodę w ogólnopolskim konkursie fotograficznym. W trakcie studiów publikował fotografie w pismach: „As", „Morze" i „Na szerokim świecie". W roku 1937 ukończył studia na Wydziale Budowy Okrętów Politechniki Gdańskiej. W czasie okupacji pracował początkowo w kopalniach rudy żelaza, później w cukrowniach Chodorów i Łubna. Po wyzwoleniu został dyrektorem cukrowni Racibórz, a w roku 1949 zastępcą dyrektora Stoczni Szczecińskiej. W połowie lat 50. porzucił zawód inżyniera i oddał się pasji fotograficznej. 
W 1952 roku został członkiem Związku Polskich Artystów Fotografików i do 1964 roku był jedynym w Szczecinie członkiem tego stowarzyszenia. Wystawy fotograficzne urządzał w salach wystawowych Szczecina, Warszawy, Poznania jak również w Sydney, Nagoya i Kashimie w Japonii. Był uhonorowany międzynarodowymi nagrodami za prace fotograficzne. Eksponował swe prace w Szwecji, a do Szczecina zapraszał członków grup twórczych „Camus” i „Gavle”, organizując im wystawy. Jego bogate archiwum zawiera nie tylko dokumentację zniszczeń i odbudowy Szczecina – m.in. dokumentacja zniszczeń i odbudowy Zamku Szczecińskiego, ale również portrety artystów i aktorów teatrów szczecińskich, jednak przede wszystkim wspaniałe zdjęcia marynistyczne. Część jego prac zakupiło Muzeum Narodowe we Wrocławiu, reszta znajduje się w posiadaniu rodziny w Krakowie.
W latach 1960–61 podróżował po Kanadzie z Arkadym Fiedlerem (ich doświadczenia Fiedler opisał w książce I znowu kusząca Kanada).
Należał do pionierów szczecińskiej telewizji. Był jednym z pierwszych operatorów filmowych Doświadczalnego Ośrodka Telewizyjnego. Jego zdjęcie portu szczecińskiego przez wiele lat stanowiło czołówkę szczecińskiego programu TV. Pierwszy film pt. Fiołek nakręcił w 1957 z udziałem swego wuja Tadeusza Haberki i aktorki Aliny Kulikówny. Był autorem zdjęć do pierwszego filmu artystycznego w reżyserii Jana Maciejowskiego z udziałem aktorów Zbigniewa Romana i Krystyny Jarmułówny, zrealizowanego do wierszy Marii Pawlikowskiej-Jasnorzewskiej (1961). Był autorem filmu dokumentalnego o szczecińskim wybrzeżu "Słoneczne wybrzeże". Tworzył również filmy naukowe m.in. dla Politechniki Gdańskiej, Pomorskiej Akademii Medycznej.
W 1970 przyjęty do Międzynarodowej Federacji Sztuki Fotograficznej (FIAP). Laureat wielu konkursów fotograficznych krajowych i międzynarodowych.
Zmarł nagle w domu 28 września 1977 roku. Spoczął na cmentarzu szczecińskim (kw.64B-8-9), który wielokrotnie uwieczniał na fotografii.